# Jule Gregory Charney

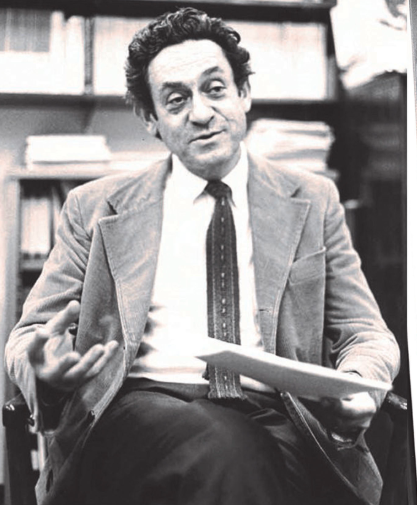
Jule Gregory Charney

Jule Gregory Charney (* 1. Januar 1917 in San Francisco; † 16. Juni 1981) war ein US-amerikanischer Meteorologe. 

## Leben und Wirken
Er war das Kind jiddisch sprechender russischer Juden, die beide in der Bekleidungsindustrie tätig waren. An der UCLA erwarb er 1938 den Bachelor im Fach Mathematik, den „Master of Arts“ im Jahr 1940 und 1946 den Ph.D. im Fach Meteorologie.
Charney war von 1948 bis 1956 Mitglied des Institute for Advanced Study in Princeton, New Jersey.
Sein Vorgesetzter John von Neumann arbeitete an der Entwicklung eines elektronischen Computers.
Charney war Direktor im Bereich Theoretische Meteorologie. Seine Gruppe entwickelte ein erfolgreiches mathematisches Atmosphärenmodell und zeigte, dass eine numerische Wettervorhersage sowohl machbar (die Erstellung des Wetterberichts dauerte auf dem ENIAC-Computer 24 Stunden) als auch praktikabel war (mit John von Neumanns Computerprogramm dauerte die Erstellung des Wetterberichts 5 Minuten).
Charney half im Jahr 1954 bei der Einrichtung einer Abteilung zur Erstellung eines numerischen Wetterberichts für den Nationalen US-Wetterdienst mit. 1957 wurde er in die American Academy of Arts and Sciences gewählt, 1964 in die National Academy of Sciences.
Charney entwickelte eine Gleichung, die Quasi-Geostrophic Vorticity Equation, die großräumige Bewegungen planetenweiter Strömungen beschreibt, und leistete damit einen wichtigen Beitrag zur Verbesserung der Qualität von Wettervorhersagen. Er lieferte die ersten überzeugenden Erklärungen zu den Entwicklungsmechanismen von Zyklonen mittlerer Breitengrade in Form der Theorie der baroklinen Instabilität.
Unter seinem Vorsitz wurde von der National Academy of Sciences im Jahr 1979 eine Studie zur Beurteilung eines Zusammenhangs zwischen atmosphärischer Kohlendioxidkonzentration und der daraus resultierenden globalen Erwärmung erarbeitet, die aus diesem Grund auch unter dem Namen Charney Report bekannt ist.
1974 war er John von Neumann Lecturer. Im Jahr 1976 wurde er mit der William Bowie Medal, der höchsten Auszeichnung der American Geophysical Union, geehrt. Ihm zu Ehren vergibt die American Meteorological Society den Jule G. Charney Award.